# بان معوج الثمرة
بان معوج الثمرة (الاسم العلمي: Moringa streptocarpa) هو نوع نباتي يتبع جنس البان من الفصيلة البانية.  